# 斯卡恩博物館

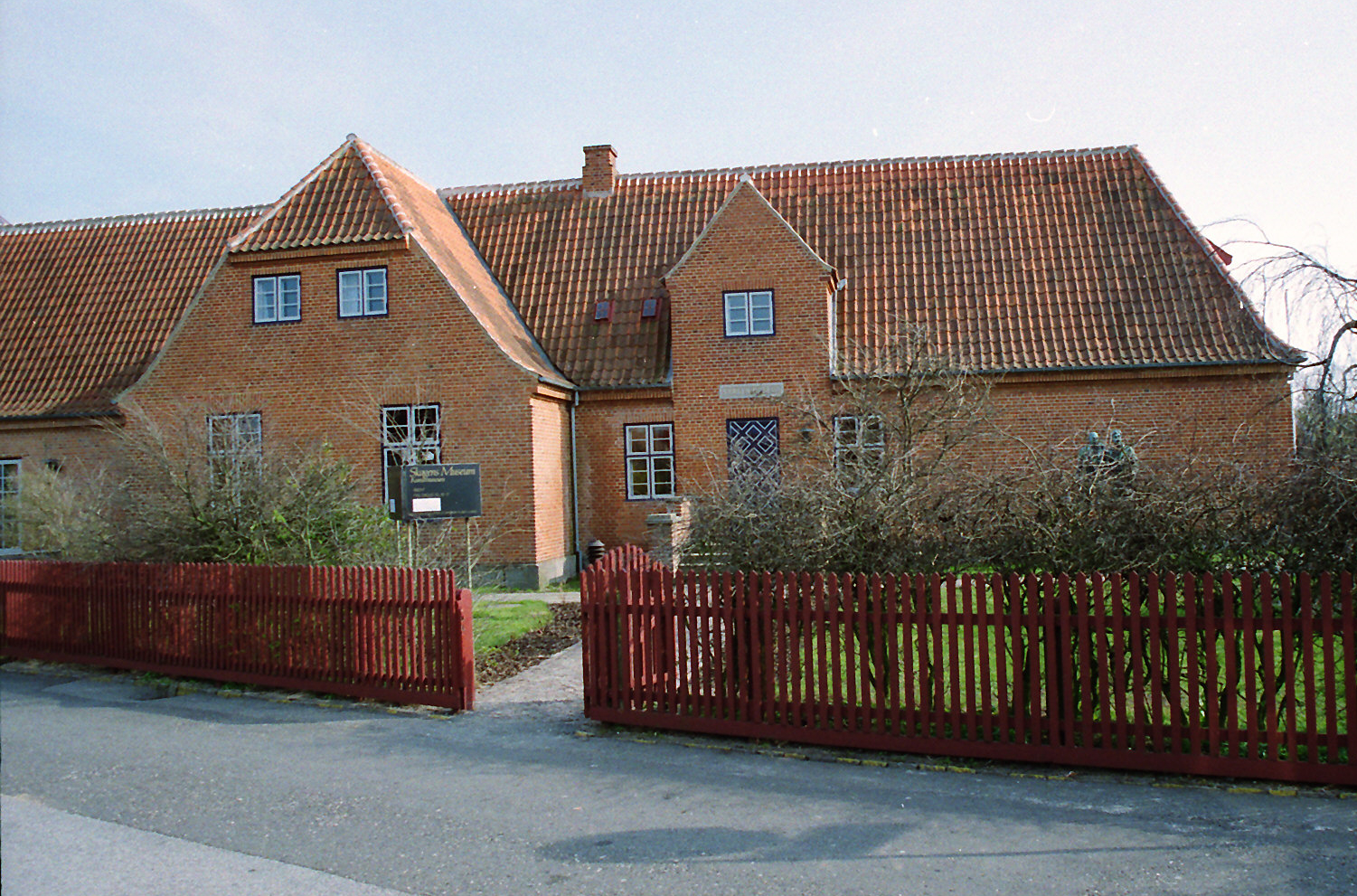

斯卡恩博物館（Skagens Museum）是位於丹麥城市斯卡恩的一座博物館。斯卡恩博物館主要收集19世紀末至20世紀初生活在斯卡恩一帶畫家的作品。博物館還不定期舉辦特展。斯卡恩博物館成立於1908年10月20日。1997年，博物館遷入現址。